# Campioni italiani assoluti di atletica leggera - Salto triplo femminile
Questa pagina raccoglie un elenco di tutte le campionesse italiane dell'atletica leggera nel salto triplo, specialità che entrò nel programma dei campionati nel 1990, rimanendo fino ai giorni nostri.

## Albo d'oro
| Anno | Atleta (società)                                    | Prestazione |
| ---- | --------------------------------------------------- | ----------- |
| 1990 | Anna Maria Bonazza ?                                | 12,64 m     |
| 1991 | Antonella Capriotti ?                               | 13,28 m     |
| 1992 | Antonella Capriotti ?                               | 13,66 m     |
| 1993 | Antonella Capriotti ?                               | 13,91 m     |
| 1994 | Barbara Lah ?                                       | 13,80 m     |
| 1995 | Barbara Lah ?                                       | 13,75 m     |
| 1996 | Barbara Lah ?                                       | 13,61 m     |
| 1997 | Antonella Capriotti ?                               | 14,00 m     |
| 1998 | Maria Costanza Moroni ?                             | 14,22 m     |
| 1999 | Barbara Lah Snam                                    | 14,14 m     |
| 2000 | Silvia Biondini ?                                   | 13,71 m(w)  |
| 2001 | Silvia Biondini ?                                   | 14,15 m     |
| 2002 | Magdelín Martínez Atletica 2000                     | 14,08 m     |
| 2003 | Barbara Lah Camelot                                 | 14,34 m(w)  |
| 2004 | Simona La Mantia Gruppi Sportivi Fiamme Gialle      | 14,37 m     |
| 2005 | Simona La Mantia Gruppi Sportivi Fiamme Gialle      | 14,62 m     |
| 2006 | Simona La Mantia Gruppi Sportivi Fiamme Gialle      | 14,21 m     |
| 2007 | Magdelín Martínez Assindustria Sport Padova         | 14,22 m     |
| 2008 | Magdelín Martínez Assindustria Sport Padova         | 13,57 m     |
| 2009 | Magdelín Martínez Assindustria Sport Padova         | 14,10 m     |
| 2010 | Simona La Mantia Gruppi Sportivi Fiamme Gialle      | 14,00 m     |
| 2011 | Simona La Mantia Gruppi Sportivi Fiamme Gialle      | 14,40 m     |
| 2012 | Simona La Mantia Gruppi Sportivi Fiamme Gialle      | 14,24 m(w)  |
| 2013 | Simona La Mantia Gruppi Sportivi Fiamme Gialle      | 13,86 m     |
| 2014 | Dariya Derkach Centro Sportivo Aeronautica Militare | 13,10 m     |
| 2015 | Ottavia Cestonaro Gruppo Sportivo Forestale         | 13,76 m     |
| 2016 | Dariya Derkach Centro Sportivo Aeronautica Militare | 14,15 m     |
| 2017 | Dariya Derkach Centro Sportivo Aeronautica Militare | 13,77 m     |
| 2018 | Ottavia Cestonaro Centro Sportivo Carabinieri       | 13,53 m     |
| 2019 | Ottavia Cestonaro Centro Sportivo Carabinieri       | 13,52 m     |
| 2020 | Dariya Derkach Centro Sportivo Aeronautica Militare | 13,56 m     |
| 2021 | Dariya Derkach Centro Sportivo Aeronautica Militare | 14,47 m     |
| 2022 | Dariya Derkach Centro Sportivo Aeronautica Militare | 13,99 m     |
| 2023 | Ottavia Cestonaro Centro Sportivo Carabinieri       | 13,98 m     |
| 2024 | Dariya Derkach Centro Sportivo Aeronautica Militare | 14,19 m     |
| 2025 | Erika Saraceni Bracco Atletica                      | 13,86 m     |